# Wißmannsdorf
Wißmannsdorf es un municipio alemán del distrito de Bitburg-Prüm, en Renania-Palatinado.